# 高島益郎
高島 益郎（たかしま ますお、1919年10月6日 - 1988年5月2日）とは最高裁判所判事、外交官（駐ソ連大使等）。宮城県出身。

## 経歴
旧制第二高等学校文科甲類を経て東京帝国大学法学部を卒業し、1941年に外務省に入省。1942年に陸軍に召集され、主計少尉となる。北朝鮮で捕虜となりシベリア抑留。極寒のため凍傷となり、足の小指を失った。後にこの時をふりかえり「ソ連の体制は嫌いだが、ロシア人は愛すべき国民」と語る。
復員後は外交官としてイギリス、香港に勤務し、ジュネーブ総領事、シドニー総領事などを歴任
外務省条約局長として日中国交正常化交渉にあたる。後に外務事務次官に就任。外務事務次官時代には鈴木善幸首相と伊東正義外相が日米共同声明の解釈で対立した際には、伊東外相辞任と同時に事務次官の辞表を提出したことがある。これは鈴木首相の説得で撤回したが、スジ論、剛直男としての面目を見せた。その後、駐ソ連大使を歴任した。
1984年12月に最高裁判所判事となる。1988年5月2日、肝不全のため在任中に死去。